# Unia Janikowo
Unia Janikowo is een voetbalclub uit de stad Janikowo in Polen. De club speelt in het seizoen 2010/11 in de Poolse III liga.
De clubkleuren zijn wit-blauw.